# Canon de 1 livre QF
Pour les articles homonymes, voir Canon de 37 mm.
Ne doit pas être confondu avec le canon de marine de 2 livres QF lui aussi surnommé pom-pom.
Le canon de 1 livre QF, connu sous le nom de pom-pom à cause du bruit de son tir, est un canon automatique britannique de 37 mm construit à la fin du XIXe siècle. Il est utilisé par de nombreux pays comme canon d'infanterie puis comme canon antiaérien léger.